# Здуње (Гостивар)
Здуње (мкд. Здуње) су насељено место у Северној Македонији, у северозападном делу државе. Здуње припадају општини Гостивар.

## Географски положај
Насеље Здуње је смештено у северозападном делу Северне Македоније. Од најближег већег града, Гостивара, насеље је удаљено 3 km западно.
Здуње се налазе у горњем делу историјске области Полог. Насеље је положено на југозападном ободу Полошког поља. Северозападно од насеља се изидже Шар-планина. Источно од села протиче Вардар. Надморска висина насеља је приближно 600 метара.
Клима у насељу је умерено континентална.

## Историја
Спиридон Гопчевић у својој књизи објављеној 1889. године на немачком језику, износи податке и за Здуње. Ту 30 српских кућа са 65 душа. Године 1899. у Здуњу које се налази у Гостиварској нахији је пописано 10 српских кућа.
Почетком 20. века Здуње су биле насељене православним Словенима (1/5) и муслиманским Турцима (2/5) и Албанцима (2/5).
Бугари су починили стравично насиље над српском нејачи у Здуњу 1915. године. Одметнути наоружани Срби из места су се затим сукобили са бугарском војском код Здуње 26. децембра 1915. године. Током борбе тада су погинула три бугарска официра и 37 војника.

## Становништво
По попису становништва из 2002. године Здуње су имале 2.140 становника.
Село је етнички мешовито. Присутни су Албанци (47%), Турци (31%) етнички Македонци (22%).
Већинска вероисповест у насељу је ислам, а мањинска православље.